# 워스트 위크
《워스트 위크》(영어: Worst Week)는 2008년부터 2009년까지 방영된 시트콤이다.